# Coleobonzia parilis
Coleobonzia parilis är en spindeldjursart som först beskrevs av Mohammad Nazeer Chaudhri 1977.  Coleobonzia parilis ingår i släktet Coleobonzia och familjen Cunaxidae. Inga underarter finns listade i Catalogue of Life.